# Bojler

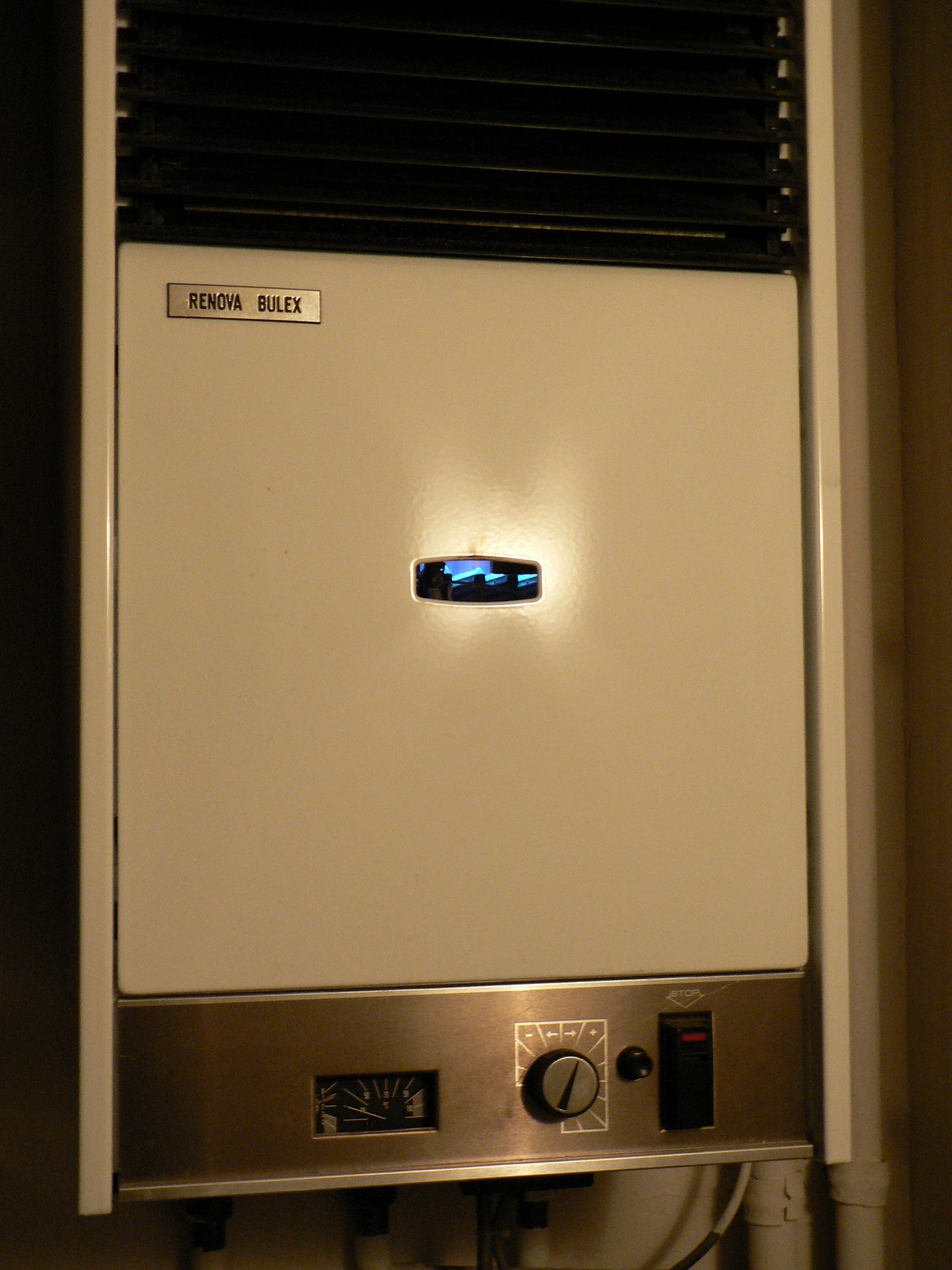
Háztartási vízmelegítő

A bojler olyan szerkezet, amelyet elsősorban vízmelegítésre, illetve a meleg víz tárolására, melegen tartására használnak. Bojlernek nevezzük a háztartási melegvíz-tartályok mellett például a gőzgépek víztartályát is (az angol boil: forral szó alapján), de utóbbit mégis inkább gőzkazánnak nevezzük. A bojler a fűtőegysége révén bizonyos fűtőteljesítményt vesz fel, másrészt adott mennyiséggel (térfogattal) rendelkezik, melynek segítségével gyorsan képes meleg vizet (energiát) szolgáltatni.
A hagyományos bojlerek változatos fűtőanyagokat használnak, mint például a földgáz, propán, fűtőolaj, szilárd tüzelés, illetve elektromosság. Ma már léteznek újfajta technológiák is, így hőszivattyús vagy napenergiával működő bojlerek.
A bojler magyar neve az angol boiler (forraló, vízforraló) szóból ered, amely a latin bullio (forr, buborékol) szóból származik.

## Története

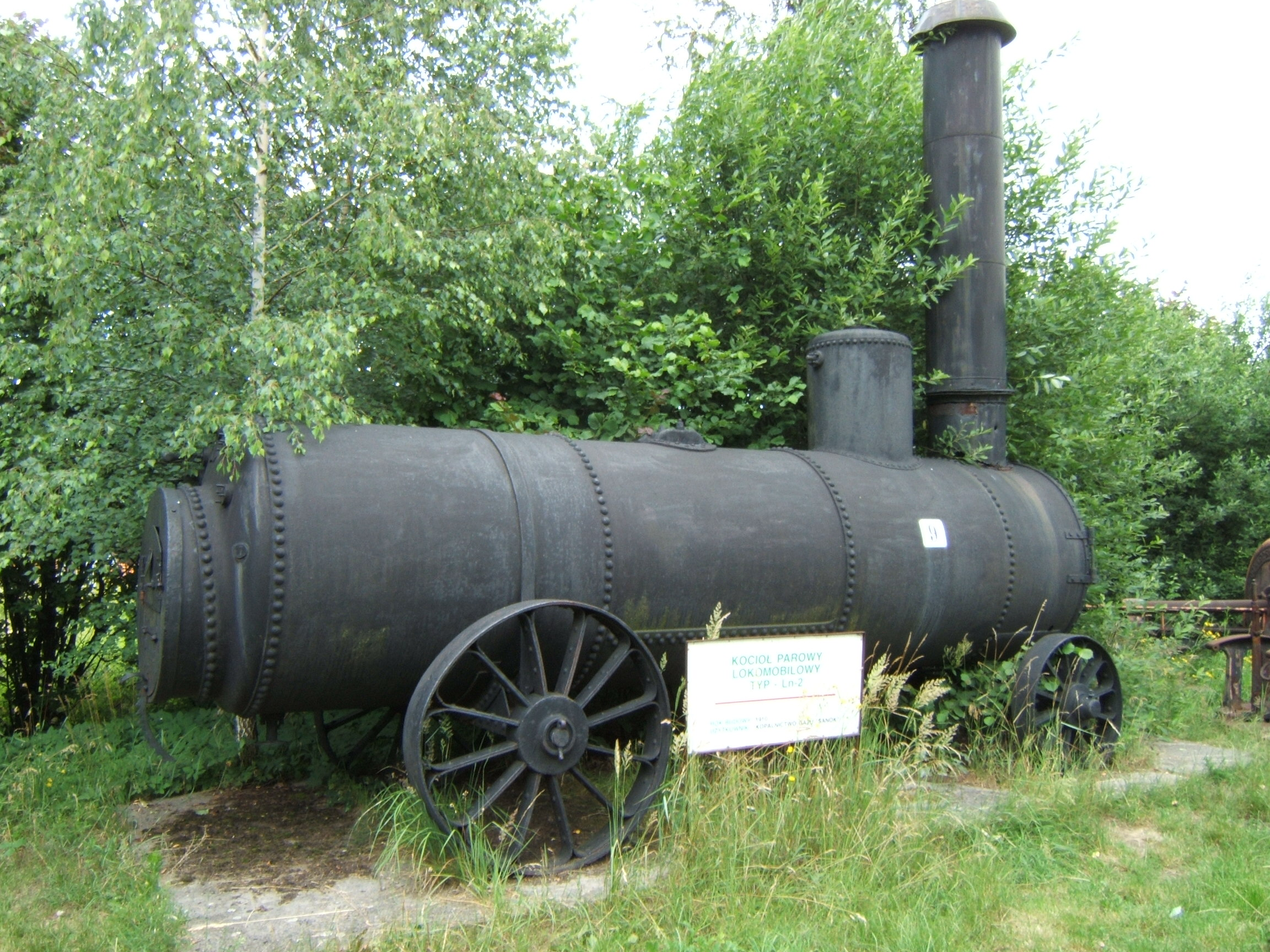
Vontatható kazán Lengyelországból

A modern bojlerek alapkoncepciója, azaz az elektromos árammal történő vízmelegítés az 1800-as évek elejéről származik, az elektromos vízmelegítő készülékek gyártása azonban csak 1896-ban kezdődött meg.
Az első azonnali vízmelegítésre képes eszközt egy angol feltaláló, Benjamin Waddy Maughan építette meg 1868-ban. A gejzírnek nevezett szerkezet csöveken vezette keresztül a hideg vizet, amelyeket alulról gázégő forrósított fel, a meleg víz pedig ezután a fürdőkádba vagy tálba ömlött. Ez a szerkezet ugyanakkor még nem volt képes a meleg víz tárolására, így nem tekinthető modern értelemben vett bojlernek.
Maughn munkája inspirálta Edwin Ruud norvég gépészmérnököt arra, hogy az első valódi bojlert megtervezze. A szakember automata, tárolótartállyal felszerelt gázfűtésű gépezetét 1889 körül alkotta meg, miután az Egyesült Államokba költözött. Itt alapította meg a még ma is létező Ruud Manufacturing vállalatot, amely a tartályos és tartály nélküli vízmelegítők fejlesztése és építése terén tevékenykedik már több mint egy évszázada.

## Típusai

### Fosszilis tüzelőanyagokkal működő vízmelegítők

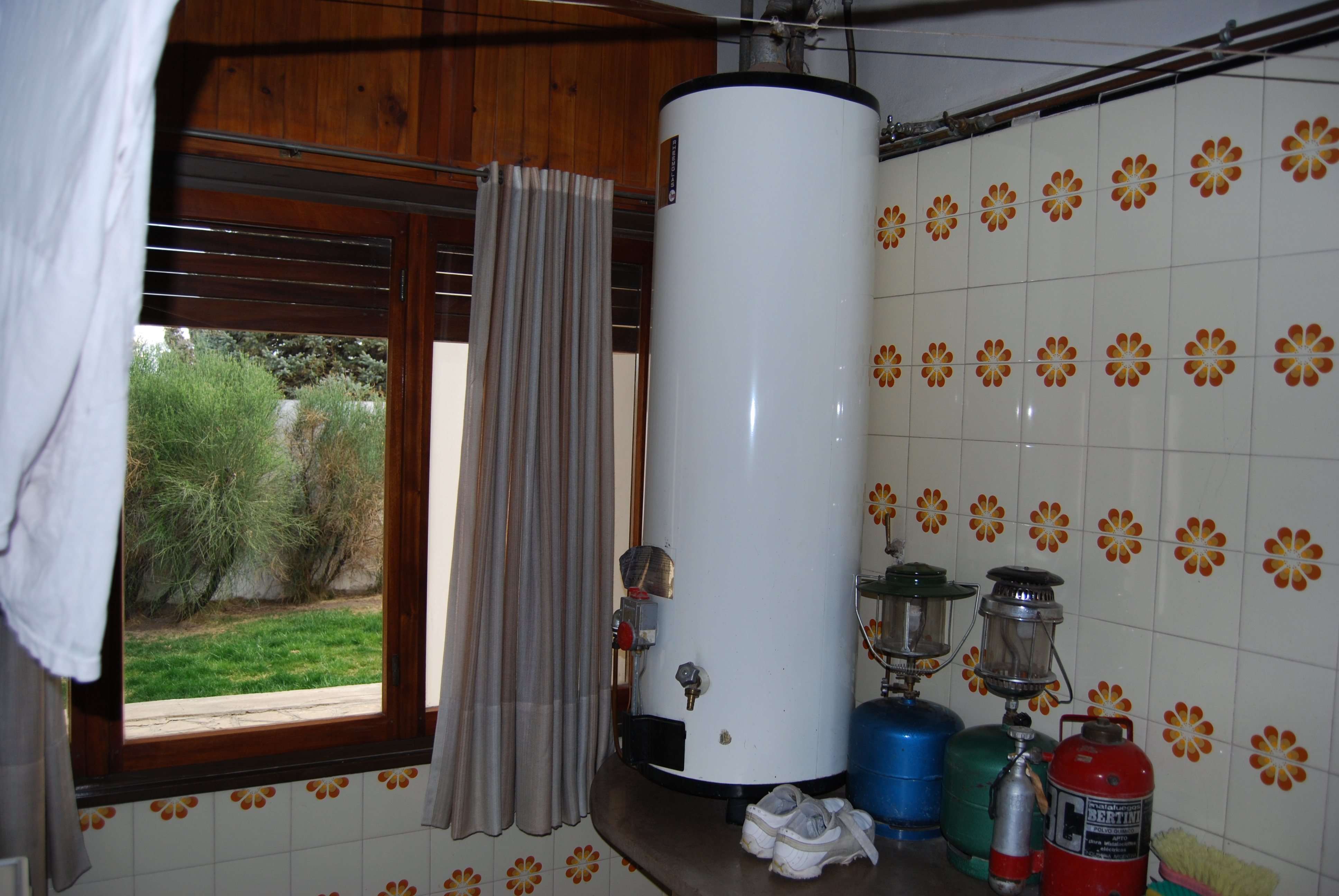
150 literes melegvíz-tartály, földgázzal működik

A földgázzal és propánnal működő vízmelegítők ugyanazon elv alapján működnek, a gáz- vagy propánégő a tárolótartály aljánál helyezkedik el, onnan melegíti fel a vizet. A fűtőolajjal működő típusok hasonló elv alapján üzemelnek, olajpárát és levegőt melegítenek fel elektromos szikra segítségével.
A fosszilis tüzelésű vízmelegítők gázkibocsájtását különféle szellőztető technológiákkal vezetik el. Azok a típusok, amelyek a légkörbe továbbítják a gázokat, a helyiség levegőjét használják az égéshez és az elszíváshoz, az égéstermék a felhajtóerő segítségével távozik. Vannak olyan típusok is, amelyeket külön ventilátorral szerelnek fel, amely segít az égéstermék eltávolításában. A direkt szellőzésű rendszerek nem használják a beltéri levegőt, az égéshez a külvilágból nyerik azt ki, és az égéstermék is kifelé távozik.

### Elektromos vízmelegítők
A legtöbb elektromos vízmelegítő, villanybojler elektromos ellenállással bíró alkatrészeket használ a tartályban lévő víz felmelegítéséhez. Két ilyen alkatrész található a szerkezetben, egy a tartály tetején, egy pedig az alján, amelyeket külön termosztát vezérel. Az alsó rész a tárolás során végbemenő hőveszteséget pótolja, a felső pedig az aktív használat idején melegíti a vizet. Néhány ilyen szerkezetben csak az alsó részen található melegítő.
A hőszivattyús vízmelegítők egy levegős hőszivattyút használnak ahhoz, hogy hőenergiát vezessenek a levegőből az egység körül található egységből a tartályba. Az ilyen típusok rendszerint rendelkeznek elektromos fűtőegységekkel is arra az esetre, ha a szivattyú nem volna képes elegendő fűtőenergiát biztosítani.
Az elektromos vízmelegítők a vízmelegítő rendszer típusa szerint lehetnek átfolyó és tároló rendszerűek, a bennük lévő nyomás szerint pedig nyitott vagy zárt rendszerű típusok. A tároló vízmelegítők fűtésére alkalmazható az u.n. vezérelt áram, ami csúcsidőn kívül, az erőmű számára kedvező módon távvezérelt elektromos órán keresztül kap áramot. A vezérelt áram díja jelentősen kisebb (kb. fele) a szokásos háztartási áramnak. 

#### Főbb részei

##### Víztároló tartály
A tartály számos különféle alapanyagból készülhet, a leggyakoribbak a réz, a rozsdamentes acél, a műanyag, az üvegszálas műanyag, a horganyzott vagy zománcozott műanyag bevonatos acél. Az anyagot elsősorban szilárdsága és korrózióval szembeni ellenállósága alapján választják ki. Ez utóbbi azért fontos, mert a tartály állandóan és közvetlenül érintkezik a vízzel. A zárt rendszerű nyomás alatti készülékek esetében általában zománcozott acélt használnak, míg a nyitott rendszerű készülékek tartálya rendszerint műanyagból készül.

##### Szigetelés
A hőszigetelés nagyon fontos eleme a tartálynak, mivel ez határozza meg, hogy milyen gyorsan hűl ki a felmelegített víz, s így a bojler energiafogyasztására is közvetlen hatással van. A vízmelegítés energiaigénye minden készüléktípus esetében azonos a fizikai törvényszerűségek szerint, ám a hő megtartása a szigetelés hatékonyságával arányos, az egyes típusok közötti eltérés többszörös lehet.

##### Fűtőegység
A villanybojlerek általában rézköpenyes csőfűtőtesteket tartalmaznak, a jobb minőségű típusoknál kerámia vagy zománcozott rúdfűtőtestet használnak.

##### Hőszabályzó
A hőmérséklet-szabályozó felelős azért, hogy a beállításoknak megfelelően a megfelelő szinten tartsa a víz hőmérsékletét. A villanybojlerek esetében a hőmérséklet rendszerint állítható, de egyes esetekben akár a burkolat megbontása is szükséges lehet a szabályozáshoz.

##### Biztonsági szelep
A felmelegített víz térfogata megnövekszik, így annak egy részét el kell távolítani a tartályból. Amennyiben a csapok zárva vannak, a víz útja el van zárva, a visszacsapó szelep pedig megakadályozza a hálózatirányába történő visszaáramlást, ezért a bojlerbe minden esetben beépítenek egy biztonsági szelepet is, amely a térfogat-növekedés miatt keletkező többletvizet képes lassan, csöpögéssel elvezetni, túlforralás esetén pedig a túlnyomástól szabadulhatunk meg.

### Napenergiával működő bojlerek
Egyre inkább elterjednek az olyan bojlerek, amelyek a napenergiát használják fel a víz felmelegítéséhez. A napkollektorokat a lakáson kívül helyezik el, általában a tetőn vagy a közelben a földön. A bojler tartálya lehet hagyományos típusú vagy kifejezetten ilyen célra tervezett változat. A napkollektoros vízmelegítő bojler általában a melegvíz igény kb. 60%-át fedezi, a többit más forrásból, pl. elektromos energiával melegíti. 